# Automotrici FAA 01-11

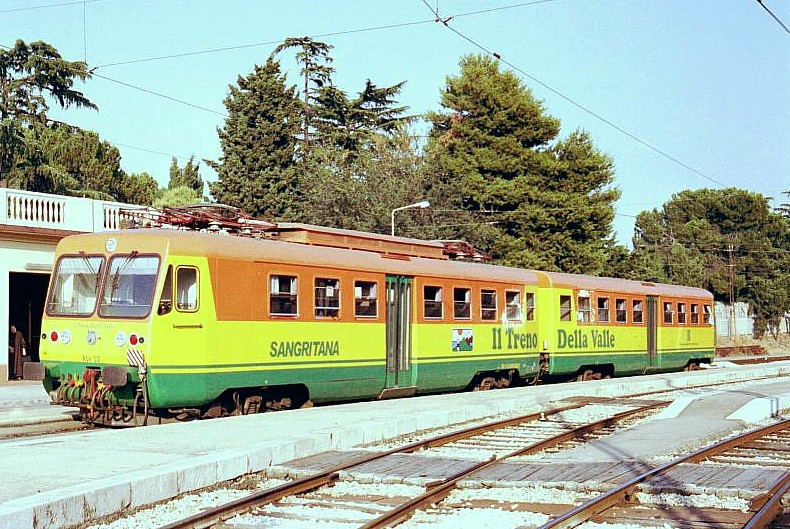
Unità ammodernate

Le automotrici 01 ÷ 11 delle Ferrovie Adriatico Appennino erano un gruppo di elettromotrici costruite per l'esercizio sulla ferrovia Sangritana. Appartenevano alla famiglia delle elettromotrici Stanga-TIBB fornite negli anni cinquanta a svariate ferrovie in concessione italiane.
La FAA ordinò 11 unità, che furono numerate da 01 a 11, e 6 rimorchi con cabina, numerati da 51 a 56. Le macchine erano caratterizzate dalla ridotta lunghezza della cassa, a causa della tortuosità della linea. Un'altra particolarità era la presenza di due diversi pantografi, uno con strisciante corto, adatto alla linea aerea FS, l'altro lungo, adatto alla linea aerea FAA.
Nel 1996-97 le unità 02 e 11 furono ammodernate, con ricostruzione delle cabine, e accoppiate permanentemente a formare un convoglio bloccato a 2 elementi. Nel 2005 subirono lo stesso processo le unità 05 e 08. Le restanti unità, non ammodernate, furono accantonate nel 2005-2007.